# Kuflew
Kuflew is een plaats in het Poolse district  Miński, woiwodschap Mazovië. De plaats maakt deel uit van de gemeente Mrozy en telt 220 inwoners.